# Syzygium melanophyllum
Syzygium melanophyllum là một loài thực vật có hoa trong Họ Đào kim nương. Loài này được Hung T. Chang & R.H. Miao miêu tả khoa học đầu tiên năm 1982.